# Карлов, Дмитрий Владимирович
Дмитрий Владимирович Карлов (род. 29 января 1967 года, Красноярск) — российский гандболист и гандбольный тренер.

## Биография
Начинал играть в гандбол в родном Красноярске у Анатолия Басалгина. В 15 лет уехал в Краснодар.
В 1990-м вместе со СКИФом выиграл Кубок ЕГФ, а в 1993 году в составе сборной России стал чемпионом мира. В 2006-м завершил карьеру и стал тренировать молодёжный состав клуба СКИФ. Основную команду возглавил в октябре 2011-го. Под его руководством клуб завоевал бронзовые медали в сезоне-2012/13. СКИФ Карлов покинул в марте 2014-го. Затем возглавил краснодарскую «Кубань», в которой проработал сезон. С июня 2020-го по январь 2022-го трудился главным тренером астраханского «Динамо».
С февраля 2022 года — старший тренер краснодарского СКИФа, а с марта 2022 — исполняющий обязанности главного тренера, затем стал главным тренером. Под его руководством коллектив занял 10-е место в сезоне-2021/22, и 7-е — в сезоне-2022/23.

## Личная жизнь
Сын Игорь — тоже профессиональный гандболист.

## Достижения
- Чемпион мира: 1993
- Серебряный призёр Чемпионата Европы: 1994
- Чемпион СССР/СНГ: 1991, 1992
- Обладатель Кубка ЕГФ: 1990